# 溫克勒 (堪薩斯州)
溫克勒（英語：Winkler）是位於美國堪薩斯州賴利縣的一個非建制地區。

## 地理
溫克勒所處的海拔為高於海平面360米（即1181英呎），而該地所採用的時區為UTC-6，即北美中部時區（CST）。同時該地設有夏令時間，為UTC-6調快一小時，即UTC-5（CDT）。